# Freddy Van Oystaeyen
Freddy Van Oystaeyen (smeknamn: Fred), född 1947, bosatt i Wilrijk i Antwerpen i Belgien, är professor i matematik vid Universiteit Antwerpen . Han disputerade 1972 vid Vrije Universiteit Amsterdam i Nederländerna.
Under sin tid som professor har Van Oystaeyen handlett 23 doktorander , varav ett stort antal sedermera blivit professorer runt om i Belgien. Bland de mest framstående och internationellt välkända kan nämnas: Michel Van den Bergh, Lieven Le Bruyn, Stefaan Caenepeel och Eric Jespers.
Van Oystaeyens forskningsområde är icke-kommutativ algebra och geometri och ett återkommande tema inom hans arbeten är graderade ringar. Under sin karriär som matematiker har han publicerat över 240 forskningsartiklar och skrivit fler än 15 böcker.
Van Oystaeyen är känd för att vara en stor bluesälskare och anses ha en av Belgiens största skivsamlingar av bluesskivor.